# Rogério Ceni
Rogério Mücke Ceni (br[ʁoˈʒɛɾiu ˈsẽni]; n. 22 ianuarie 1973, Pato Branco) este un fotbalist brazilian retras din activitate, care a evoluat pe postul de portar.
Aproape întreaga sa carieră de peste două decenii, el și-a petrecut-o la São Paulo FC, club cu care a câștigat 20 de titluri majore, inclusiv 3 campionate ale Braziliei și două Copa Libertadores. De asemenea el a marcat peste 100 de goluri pe durata carierei sale, toate fiind din penalty-uri și lovituri libere directe, devenind recordman absolut la acest capitol.
El a fost recunoscut de Federația Internațională de Istorie și Statistică a Fotbalului ca portarul care a marcat cele mai multe goluri din istoria fotbalului, surclasându-l pe José Luis Chilavert în 2006. Rogério Ceni a reprezentat Brazilia la două Campionate Mondiale de Fotbal (în 2002 și 2006).

## Statistici

### Club
La 7 decembrie 2015.
| Club      | Sezon | Série A | Série A | Copa do Brasil | Copa do Brasil | Continental1 | Continental1 | Alte turnee2 | Alte turnee2 | Total   | Total  | Amicale | Amicale | Total   | Total  |
| Club      | Sezon | Meciuri | Goluri  | Meciuri        | Goluri         | Meciuri      | Goluri       | Meciuri      | Goluri       | Meciuri | Goluri | Meciuri | Goluri  | Meciuri | Goluri |
| --------- | ----- | ------- | ------- | -------------- | -------------- | ------------ | ------------ | ------------ | ------------ | ------- | ------ | ------- | ------- | ------- | ------ |
| São Paulo | 1992  | 0       | 0       | 0              | 0              | 0            | 0            | 0            | 0            | 0       | 0      | 0       | 0       | 0       | 0      |
| São Paulo | 1993  | 1       | 0       | 0              | 0              | 2            | 0            | 0            | 0            | 3       | 0      | 10      | 0       | 13      | 0      |
| São Paulo | 1994  | 5       | 0       | 0              | 0              | 8            | 0            | 8            | 0            | 21      | 0      | 3       | 0       | 24      | 0      |
| São Paulo | 1995  | 3       | 0       | 4              | 0              | 0            | 0            | 12           | 0            | 19      | 0      | 2       | 0       | 21      | 0      |
| São Paulo | 1996  | 0       | 0       | 0              | 0              | 2            | 0            | 2            | 0            | 4       | 0      | 2       | 0       | 6       | 0      |
| São Paulo | 1997  | 25      | 2       | 4              | 0              | 9            | 0            | 29           | 1            | 67      | 3      | 3       | 0       | 70      | 3      |
| São Paulo | 1998  | 22      | 0       | 6              | 0              | 5            | 0            | 24           | 2            | 57      | 2      | 1       | 1       | 58      | 3      |
| São Paulo | 1999  | 23      | 1       | 3              | 0              | 6            | 1            | 26           | 3            | 58      | 5      | 5       | 0       | 63      | 5      |
| São Paulo | 2000  | 24      | 3       | 11             | 1              | 5            | 0            | 33           | 3            | 73      | 7      | 2       | 1       | 75      | 8      |
| São Paulo | 2001  | 22      | 0       | 6              | 0              | 4            | 0            | 24           | 2            | 56      | 2      | 0       | 0       | 56      | 2      |
| São Paulo | 2002  | 21      | 1       | 8              | 1              | 0            | 0            | 21           | 3            | 50      | 5      | 1       | 0       | 51      | 5      |
| São Paulo | 2003  | 40      | 2       | 6              | 0              | 8            | 0            | 11           | 0            | 65      | 2      | 3       | 0       | 68      | 2      |
| São Paulo | 2004  | 44      | 3       | 0              | 0              | 16           | 2            | 9            | 0            | 69      | 5      | 2       | 0       | 71      | 5      |
| São Paulo | 2005  | 40      | 10      | 0              | 0              | 18           | 6            | 19           | 5            | 77      | 21     | 0       | 0       | 77      | 21     |
| São Paulo | 2006  | 29      | 8       | 0              | 0              | 15           | 3            | 13           | 5            | 57      | 16     | 0       | 0       | 57      | 16     |
| São Paulo | 2007  | 35      | 7       | 0              | 0              | 13           | 1            | 20           | 2            | 68      | 10     | 0       | 0       | 68      | 10     |
| São Paulo | 2008  | 34      | 4       | 0              | 0              | 11           | 0            | 21           | 1            | 66      | 5      | 0       | 0       | 66      | 5      |
| São Paulo | 2009  | 16      | 2       | 0              | 0              | 3            | 0            | 15           | 0            | 34      | 2      | 0       | 0       | 34      | 2      |
| São Paulo | 2010  | 38      | 4       | 0              | 0              | 12           | 1            | 20           | 3            | 70      | 8      | 0       | 0       | 70      | 8      |
| São Paulo | 2011  | 36      | 2       | 7              | 0              | 4            | 0            | 21           | 6            | 68      | 8      | 0       | 0       | 68      | 8      |
| São Paulo | 2012  | 24      | 3       | 0              | 0              | 10           | 1            | 0            | 0            | 34      | 4      | 0       | 0       | 34      | 4      |
| São Paulo | 2013  | 35      | 2       | 0              | 0              | 18           | 3            | 14           | 1            | 67      | 6      | 3       | 0       | 70      | 6      |
| São Paulo | 2014  | 35      | 8       | 6              | 1              | 8            | 0            | 14           | 1            | 63      | 10     | 2       | 0       | 65      | 10     |
| São Paulo | 2015  | 23      | 3       | 5              | 1              | 8            | 0            | 15           | 4            | 51      | 8      | 2       | 0       | 53      | 8      |
| Total     | Total | 575     | 65      | 67             | 4              | 185          | 18           | 370          | 42           | 1197    | 129    | 40      | 2       | 1237    | 131    |

1 Include Copa Libertadores, Copa Sudamericana, Recopa Sudamericana, Copa Mercosur, Gold Cup, FIFA Club World Cup.

### Internațional
| Echipa națională | Club      | Sezon | Meciuri | Goluri |
| ---------------- | --------- | ----- | ------- | ------ |
| Brazilia         | São Paulo | 1997  | 1       | 0      |
| Brazilia         | São Paulo | 1998  | 2       | 0      |
| Brazilia         | São Paulo | 1999  | 2       | 0      |
| Brazilia         | São Paulo | 2000  | 3       | 0      |
| Brazilia         | São Paulo | 2001  | 4       | 0      |
| Brazilia         | São Paulo | 2002  | 1       | 0      |
| Brazilia         | São Paulo | 2004  | 1       | 0      |
| Brazilia         | São Paulo | 2006  | 2       | 0      |
| Total            | Total     | Total | 16      | 0      |

| Meciuri internaționale | Meciuri internaționale | Meciuri internaționale          | Meciuri internaționale     | Meciuri internaționale | Meciuri internaționale | Meciuri internaționale                                 |
| #                      | Data                   | Stadion                         | Adversar                   | Rezultat               | Gol                    | Competiție                                             |
| 1997                   | 1997                   | 1997                            | 1997                       | 1997                   | 1997                   | 1997                                                   |
| ---------------------- | ---------------------- | ------------------------------- | -------------------------- | ---------------------- | ---------------------- | ------------------------------------------------------ |
| 1.                     | 12 decembrie 1997      | Riyadh, Saudi Arabia            | Mexic                      | 3–2                    | 0                      | Cupa Confederațiilor FIFA 1997                         |
| 1998                   |                        |                                 |                            |                        |                        |                                                        |
| 2.                     | 14 octombrie 1998      | Washington, D.C., United States | Ecuador                    | 5–1                    | 0                      | Meci amical                                            |
| 3.                     | 18 noiembrie 1998      | Fortaleza, Brazilia             | Rusia                      | 5–1                    | 0                      | Meci amical                                            |
| 1999                   |                        |                                 |                            |                        |                        |                                                        |
| 4.                     | 28 martie 1999         | Seoul, South Korea              | Coreea de Sud              | 0–1                    | 0                      | Meci amical                                            |
| 5.                     | 31 martie 1999         | Tokyo, Japonia                  | Japonia                    | 2–0                    | 0                      | Meci amical                                            |
|                        | 28 aprilie 1999        | Barcelona, Spania               | FC Barcelona               | 2–2                    | 0                      | Amical neoficial                                       |
| 2000                   |                        |                                 |                            |                        |                        |                                                        |
| 6.                     | 03 septembrie 2000     | Rio de Janeiro, Brazilia        | Bolivia                    | 5–0                    | 0                      | Calificările pentru Campionatul Mondial de Fotbal 2002 |
| 7.                     | 08 octombrie 2000      | Maracaibo, Venezuela            | Venezuela                  | 6–0                    | 0                      | Calificările pentru Campionatul Mondial de Fotbal 2002 |
| 8.                     | 15 noiembrie 2000      | São Paulo, Brazilia             | Columbia                   | 1–0                    | 0                      | Calificările pentru Campionatul Mondial de Fotbal 2002 |
| 2001                   |                        |                                 |                            |                        |                        |                                                        |
| 9.                     | 03 martie 2001         | Pasadena, United States         | Statele Unite ale Americii | 2–1                    | 0                      | Meci amical                                            |
| 10.                    | 07 martie 2001         | Guadalajara, Mexico             | Mexic                      | 3–3                    | 0                      | Meci amical                                            |
| 11.                    | 28 martie 2001         | Quito, Ecuador                  | Ecuador                    | 0–1                    | 0                      | Calificările pentru Campionatul Mondial de Fotbal 2002 |
| 12.                    | 25 aprilie 2001        | São Paulo, Brazilia             | Peru                       | 1–1                    | 0                      | Calificările pentru Campionatul Mondial de Fotbal 2002 |
| 2002                   |                        |                                 |                            |                        |                        |                                                        |
| 13.                    | 21 august 2002         | Fortaleza, Brazilia             | Paraguay                   | 0–1                    | 0                      | Meci amical                                            |
| 2005                   |                        |                                 |                            |                        |                        |                                                        |
| 14.                    | 27 aprilie 2005        | São Paulo, Brazilia             | Guatemala                  | 3–0                    | 0                      | Meci amical                                            |
| 2006                   |                        |                                 |                            |                        |                        |                                                        |
| 15.                    | 01 martie 2006         | Moscova, Rusia                  | Rusia                      | 1–0                    | 0                      | Meci amical                                            |
| 16.                    | 22 iunie 2006          | Dortmund, Germania              | Japonia                    | 4–1                    | 0                      | Campionatul Mondial de Fotbal 2006                     |

## Palmares
Sinop
- Mato Grosso State League: 1990

São Paulo
- Campeonato Brasileiro Série A: 2006, 2007, 2008
- São Paulo State League: 1998, 2000, 2005
- Campionatul Mondial al Cluburilor FIFA: 2005
- Cupa Intercontinentală: 1993
- Copa Libertadores: 1993, 2005
- Copa Sudamericana: 2012
- Recopa Sudamericana: 1993, 1994
- Supercopa Sudamericana: 1993
- Copa CONMEBOL: 1994
- Torneio Rio-São Paulo: 2001

Naționala Braziliei
- Campionatul Mondial de Fotbal: 2002
- Cupa Confederațiilor FIFA: 1997

### Individual
- Silver Ball: 2000, 2003, 2004, 2006, 2007, 2008 – Best Goalkeeper in Série A by magazine Placar
- Golden Ball: 2008 – Best Player in Série A by magazine Placar
- Copa Libertadores: Best Player 2005
- Campionatul Mondial al Cluburilor FIFA: Cel mai bun jucător al turneului/finalei 2005
- Brazilian Footballer of the Year: 2006, 2007 – Best Player of the Tournament